# Liste der Einträge im National Register of Historic Places im Crittenden County (Arkansas)

Lage des Crittenden Countys in Arkansas

Die Liste der Einträge im National Register of Historic Places im Crittenden County in Arkansas führt die Bauwerke und historischen Stätten im Crittenden County auf, die in das National Register of Historic Places aufgenommen wurden.

## Derzeitige Einträge
| [ 2 ] | Name                                      | Bild                                      | Eintragsdatum         | Lage                                                                                                   | Ort                | Beschreibung                                  |
| ----- | ----------------------------------------- | ----------------------------------------- | --------------------- | --- | ------------------ | --------------------------------------------- |
| 1     | Crittenden County Bank and Trust Company  | Crittenden County Bank and Trust Company  | 1984 ID-Nr. 84000662  | Military Road 35° 12′ 51″ N, 90° 11′ 44″ W                                                             | Marion             |                                               |
| 2     | Crittenden County Courthouse              | Crittenden County Courthouse              | 1977 ID-Nr. 77000251  | 85 Jackson Street 35° 12′ 57″ N, 90° 11′ 45″ W                                                         | Marion             |                                               |
| 3     | Dabbs Store                               | Dabbs Store                               | 1982 ID-Nr. 82002112  | 1320 South Avalon 35° 7′ 47″ N, 90° 11′ 36″ W                                                          | West Memphis       |                                               |
| 4     | Hamilton Apartments                       | Hamilton Apartments                       | 1998 ID-Nr. 98000618  | 113 West Danner Street 35° 9′ 0″ N, 90° 11′ 8″ W                                                       | West Memphis       |                                               |
| 5     | Highway A-7, Gilmore to Turrell           | Highway A-7, Gilmore to Turrell           | 2009 ID-Nr. 09000313  | Old US 63 zwischen Acwin Street in Gilmore und ditch No. 2 in Turrell 35° 24′ 35,1″ N, 90° 16′ 42,7″ W | Gilmore            |                                               |
| 6     | Johnson-Portis House                      | Johnson-Portis House                      | 2017 ID-Nr. 100001648 | 400 N. Avalon St. 35° 9′ 1,9″ N, 90° 11′ 36,9″ W                                                       | West Memphis       |                                               |
| 7     | Lawrie House                              | Lawrie House                              | 1996 ID-Nr. 96000330  | 600 North 7th Street 35° 9′ 11″ N, 90° 10′ 36″ W                                                       | West Memphis       |                                               |
| 8     | Marion Colored High School                | Marion Colored High School                | 1995 ID-Nr. 95000349  | Westlich des AR 77 35° 13′ 17″ N, 90° 12′ 5″ W                                                         | Sunset             |                                               |
| 9     | Memphis–Arkansas Bridge                   | Memphis–Arkansas Bridge                   | 2001 ID-Nr. 01000139  | I-55 35° 7′ 47″ N, 90° 4′ 45″ W                                                                        | West Memphis       |                                               |
| 10    | Missouri Pacific Depot                    | Missouri Pacific Depot                    | 1986 ID-Nr. 86000383  | Main Street Ecke Commerce Street 35° 16′ 10″ N, 90° 27′ 59″ W                                          | Earle              | Beherbergt heute das Crittenden County Museum |
| 11    | Old Earle High School                     | Old Earle High School                     | 2003 ID-Nr. 03000956  | Ruth Street Ecke High Second Street 35° 16′ 15″ N, 90° 28′ 17″ W                                       | Earle              |                                               |
| 12    | Old Turrell City Hall                     | Old Turrell City Hall                     | 2007 ID-Nr. 07000962  | 160 Eureka Street 35° 22′ 42″ N, 90° 15′ 21″ W                                                         | Turrell            |                                               |
| 13    | Riverside Speedway                        | Riverside Speedway                        | 2010 ID-Nr. 09001243  | 151 Legion Road 35° 8′ 43,8″ N, 90° 8′ 1,9″ W                                                          | West Memphis       |                                               |
| 14    | George Berry Washington Memorial          | George Berry Washington Memorial          | 1994 ID-Nr. 94000824  | AR 49 35° 17′ 50″ N, 90° 28′ 1″ W                                                                      | nördlich von Earle |                                               |
| 15    | West Memphis City Hall                    | West Memphis City Hall                    | 2010 ID-Nr. 10000444  | 100 Court Street 35° 8′ 43″ N, 90° 11′ 9″ W                                                            | West Memphis       |                                               |
| 16    | West Memphis Commercial Historic District | West Memphis Commercial Historic District | 2008 ID-Nr. 08000704  | Block 700, 800 und 900 East Broadway 35° 8′ 47,5″ N, 90° 10′ 26,3″ W                                   | West Memphis       |                                               |
| 17    | Wilson Power and Light Company Ice Plant  | Wilson Power and Light Company Ice Plant  | 2010 ID-Nr. 09001244  | 120 East Broadway 35° 8′ 47,5″ N, 90° 11′ 4,7″ W                                                       | West Memphis       |                                               |